# Benji (film, 2018)
Pour les articles homonymes, voir Benji.
Série
Benji
(1974)
Pour plus de détails, voir Fiche technique et Distribution.
Benji est un film américain de 2018, écrit et réalisé par Brandon Camp et produit par Blumhouse Productions. Le film est un reboot du Benji de 1974, réalisé par le père de Brandon Camp, Joe. Il met en vedette Gabriel Bateman et Darby Camp.
Le film est sorti le 16 mars 2018 sur Netflix.

## Distribution
- Gabriel Bateman : Carter Hughes
- Darby Camp : Frankie Hughes
- Kiele Sanchez : Whitney Hughes
- Gralen Bryant Banks : Sam King
- Will Rothhaar : Syd Weld
- Angus Sampson : Titus Weld
- Jerod Haynes : Lyle Burton
- Lacy Camp : l'officier
- Jim Gleason : capitaine Newsome
- Brady Permenter : Brute
- James W. Evermore : le vendeur de hot-dogs
- Tom Proctor : le capitaine cajun
- Arthur J. Robinson : Mr. Okra
- Rott : lui-même
- Mongrel : elle-même

## Production
Le 21 mai 2016, Blumhouse Productions a annoncé le reboot du film Benji de 1974, qui serait réalisé par Brandon Camp avec Gabriel Bateman dans le film.
Tournage
Le tournage du film a commencé en octobre 2016,.

## Accueil
Sur le site Rotten Tomatoes, le film bénéficie d'un taux d'approbation de 60% basé sur 10 commentaires et d'une note moyenne de 5.47 / 10. Sur Metacritic, le film a une note moyenne pondérée de 53 sur 100, basé sur 7 critiques, ce qui indique des « critiques mitigées ou moyennes ».